# Alexander von Winiwarter

Alexander von Winiwarter, vor 1902

Alexander von Winiwarter (* 22. April 1848 in Wien; † 31. Oktober 1917 in Lüttich) war ein österreichisch-belgischer Chirurg.

## Familie
Alexander von Winiwarter war der Sohn von Joseph von Winiwarter und dessen Ehefrau Helene geborene Bach. Sein Großvater war der Jurist und Hochschullehrer Joseph von Winiwarter. Er war der ältere Bruder von Felix von Winiwarter und Cousin von Natalie Bauer-Lechner, nach dem und Leo Buerger wird die Endangiitis obliterans auch als Morbus Winiwarter-Buerger bezeichnet.

## Ausbildung und Beruf
In Wien absolvierte er das Medizinstudium und wurde 1870 promoviert. Anschließend arbeitete er als chirurgischer Assistent an der Wiener Universitätsklinik bei Theodor Billroth und übernahm später die Leitung der chirurgischen Abteilung des Kronprinz-Rudolf-Kinderspitals. Die Habilitation als Privatdozent folgte 1876 und 1878 nahm er einen Ruf als ordentlicher Professor der Chirurgie an die Universität Lüttich an. Später erwarb er die belgische Staatsbürgerschaft. Er führte bis zum Beginn des Ersten Weltkrieges im Jahr 1914 ein zurückgezogenes und bescheidenes Leben in Belgien.

## Leistung
Mit Carl Gussenbauer erforschte er um 1874 tierexperimentell Möglichkeiten zur operativen Entfernung des Magenpförtners (Pylorusresektion). Billroth hielt Winiwarter für einen seiner besten Schüler, der mit ihm die Ösophagus-, Larynx- und Magenoperationen im Tierexperiment gemeinsam durchgeführt hatte. Als akademischer Lehrer war von Winiwarter in Lüttich sehr geschätzt. Hier hatte er allerdings kaum mehr Zeit seine experimentellen Arbeiten fortzusetzen. Er widmete sich nun hauptsächlich der chirurgischen Behandlung verschiedener Krebsformen. Winiwarter führte in Lüttich erstmals eine Cholezystokolostomie (1882) durch und führte erstmals ein wirksames Protokoll zur manuellen klinischen Lymphdrainage zur Behandlung von Lymphödemen ein.
Bekannt wurde er vor allem auch durch die Bearbeitung der 9.–16. Auflage von Billroths Standardwerk Allgemeine chirurgische Pathologie und Therapie (Berlin 1880–1906).

## Schriften (Auswahl)
- Untersuchungen über die Gehörschnecke der Säugethiere. Sitz.-Ber. d.k. Akad. d. Wiss. 1870
- Zur pathologischen Anatomie der Leber. Wiener med. Jahrb. 1872
- Das maligne Lymphom und das Lymphosarkom. Langenbecks Arch 1874
- Beiträge zur Statistik der Carcinome. Stuttgart 1878
- mit Carl Gussenbauer: Die partielle Magenresektion; eine experimentelle operative Studie. In: Archiv für Kinische Chirurgie. Band 19, 1876, Nr. 3, S. 347 f.
- Ein Fall von Gallenretention bedingt durch Impermeabilität des Ductus choledochus. Anlegung einer Gallenblasen-Darmfistel – Heilung. In: Prager medizinische Wochenschrift. Band 7, 1882, S. 213 ff.
- Zur Chirurgie der Gallenwege. Festschrift für Th. Billroth. In: Beiträge zur Chirurgie. Band 479, 1892.
- Die chirurgischen Krankheiten der Haut und des Unterhautzellgewebes. Stuttgart 1893
- Die Lehre von den chirurgischen Operationen und den chirurgischen Verbänden. Stuttgart 1895